# (200230) 1999 UE37
(200230) 1999 UE37 es un asteroide perteneciente al cinturón de asteroides, descubierto el 16 de octubre de 1999 por el equipo del Spacewatch desde el Observatorio Nacional de Kitt Peak, Arizona, Estados Unidos.

## Designación y nombre
Designado provisionalmente como 1999 UE37.

## Características orbitales
1999 UE37 está situado a una distancia media del Sol de 2,652 ua, pudiendo alejarse hasta 2,776 ua y acercarse hasta 2,527 ua. Su excentricidad es 0,046 y la inclinación orbital 2,236 grados. Emplea 1577,53 días en completar una órbita alrededor del Sol.

## Características físicas
La magnitud absoluta de 1999 UE37 es 16,8.